# جزيرة أوكيريوي
جزيرة أوكيريوي (بالسواحلية: Kisiwa cha Ukerewe) هي خامس أكبر جزيرة تقع داخل بحيرة في العالم حيث تبلغ مساحتها 530 كـم2 (200 ميل2)، وهي كذلك أكبر جزيرة في بحيرة فيكتوريا وأكبر جزيرة تقع داخل بحيرة في قارة أفريقيا. تتبع أوكيريوي إدارياً إلى مقاطعة أوكيريوي بإقليم موانزا في تنزانيا. وتقع الجزيرة على بعد 45 كـم (28 ميل) شمال مدينة موانزا ويمكن الوصول إليها بالعبّارة. هناك عبّارة تجتاز مسافة 3.8 كـم (2.4 ميل) وتربط الجزيرة بطريق ترابي يقع على الضفة الشرقية للبحيرة والذي يؤدي إلى كيبارا وموسوما. يتفرع الشريط الساحلي لجزيرة أوكيريوي إلى عدة خلجان. كما يحيط الجزيرة عدد من الجزر الأصغر. تعدّ بلدة نانسيو أكبر تجمع سكاني على جزيرة أوكيريوي حيث بلغ عدد سكانها 5967 نسمة بحسب تعداد يعود لسنة 2002.
تشتهر جزيرة أوكيريوي بإيوائها لعدد كبير من الأفارقة المصابين بالبرص. كانت طلائع الكثير من هؤلاء المصابين بالبرص الذين يعيشون على الجزيرة قد انتهى المطاف بهم فيها بعدما كان قد أصطحبهم ذويهم وهجروهم على الجزيرة حين كانوا أطفالاً. وحال هؤلاء الأقلية المصابة بالبرص على الجزيرة مشابهة لحال نظرائهم في باقي أنحاء تنزانيا حيث أنهم يتعرضون للاضطهاد والتمييز، وهذا على رغم من أنهم يشكلون بصورة استثنائية نسبة عالية من السكان عليها. ومع ذلك فيبدو أن هنالك تفادياً لقتل البُرص في جزيرة أوكيريوي، وهو ما يجلعها مكاناً أكثر للبُرص على مستوى تنزانيا حيث تنتشر في البلاد عادة جمع البُرص لأداء طقوس السحر الأسود المحلية.

## معرض الصور

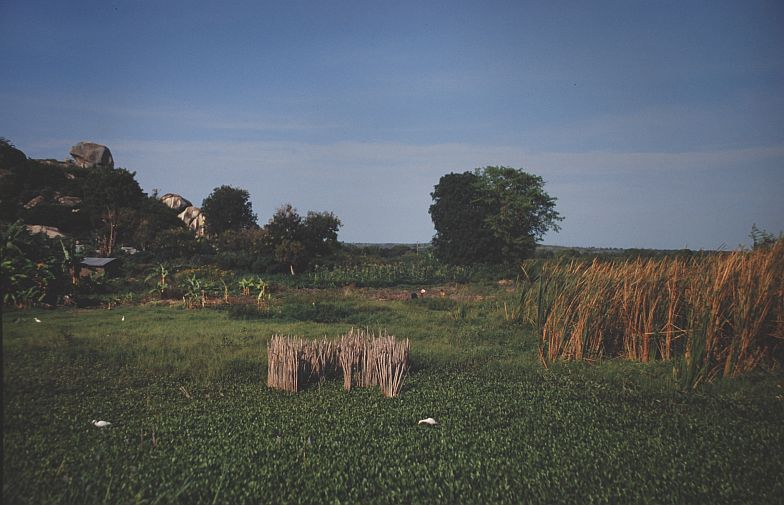
أرض ساحلية في جزيرة أوكيريوي بتنزانيا
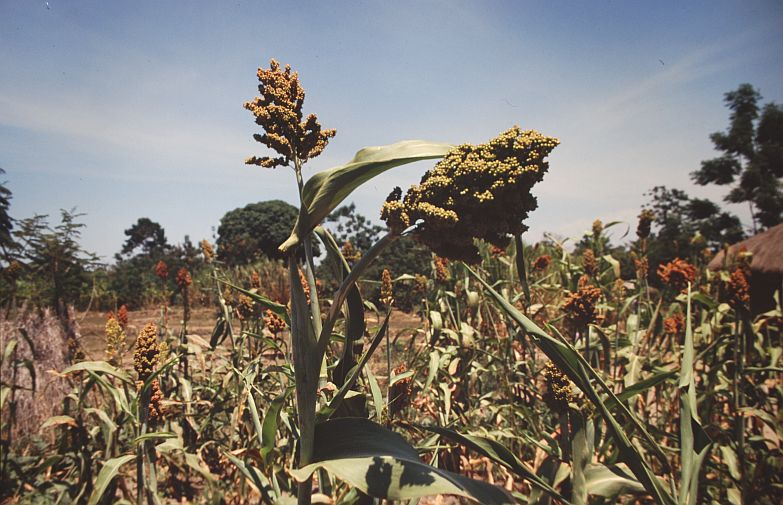
حقل زراعي في جزيرة أوكيريوي بتنزانيا
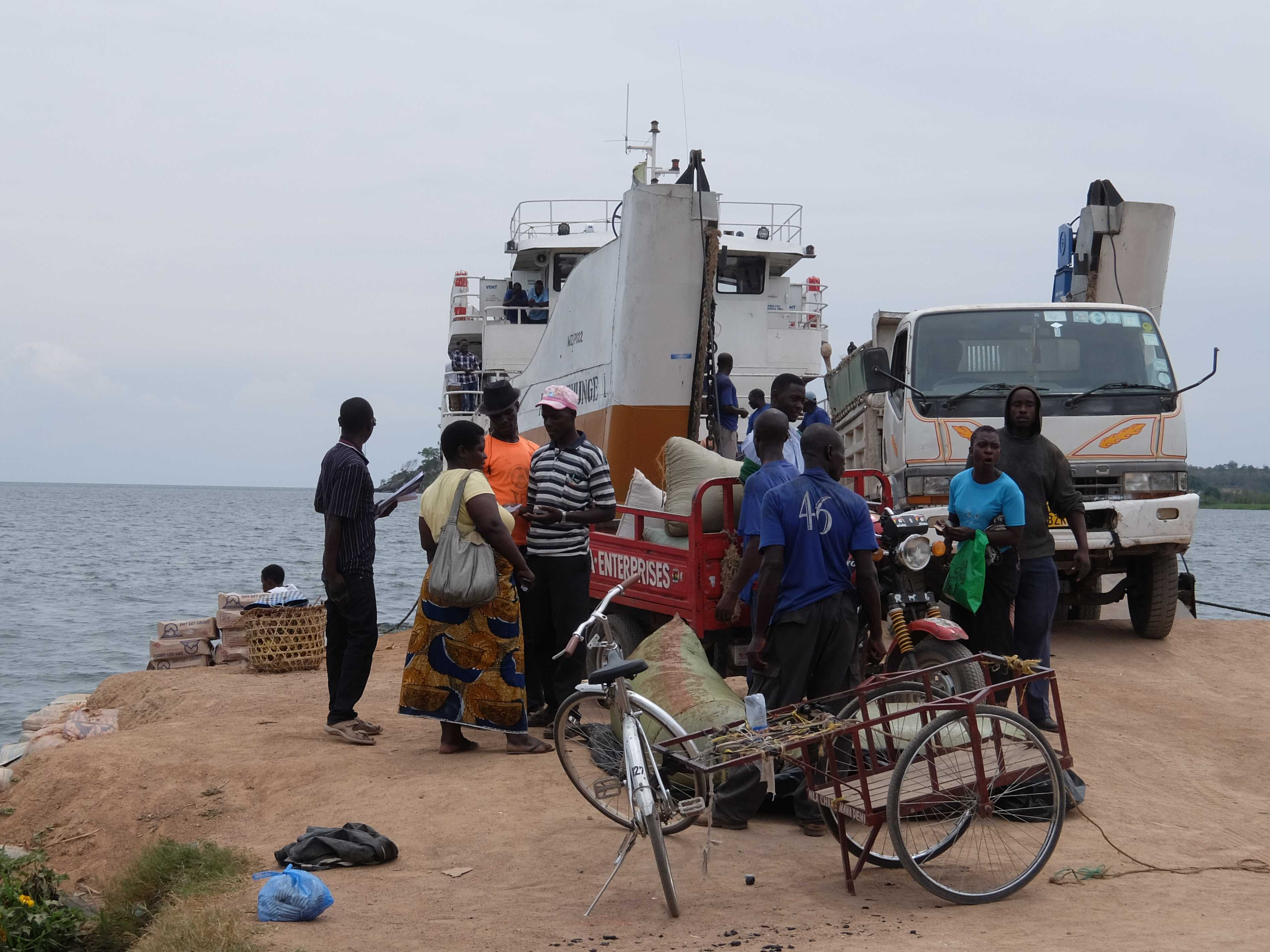
عبّارة على الخط الواصل بين جزيرة أوكيريوي ومدينة موانزا وهي تغادر ميناء نانسيو

## وصلات خارجية
- خريطة مفصّلة لجزيرة أوكيريوي وجزيرة أوكارا